# マノロ・ブラニク

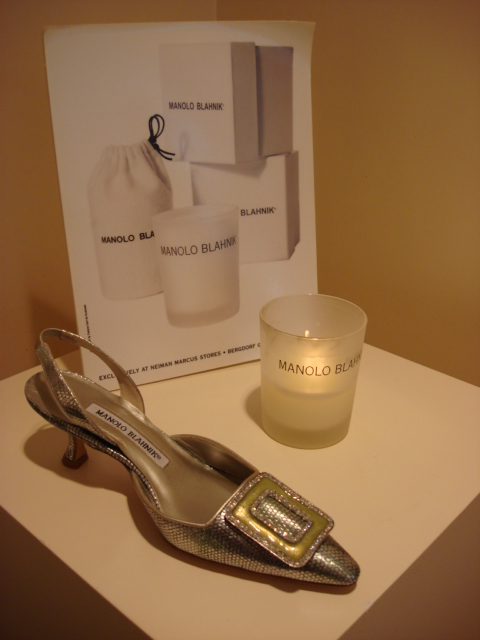
マノロ・ブラニクの靴

マノロ・ブラニク (Manolo Blahnik)は、イギリス発の靴のブランド。同名のデザイナーによって1972年に設立された高価格帯のブランドで、“靴のロールス・ロイス”や“靴の王様”などの呼び名をもつ。

## デザイナー
設立者にしてデザインを担うマノロ・ブラニク・ロドリゲス（Manolo Blahnik Rodríguez、1942年11月28日 - ）は、スペインのカナリア諸島・サンタ・クルス・デ・ラ・パルマ出身。
チェコ人の父とスペイン人の母の間に生まれ、バナナ農園で育った。スイスのジュネーヴ大学で建築学と文学を学びはじめるが、一年学んだ後にパリへ移住。その二年後ロンドンで"Sunday Times"のファッション写真家として活動しファッションの世界に入った。
1972年のコレクションでデビュー。靴の作り方を知らないため、その後十年がかりで職人から学んだという。1973年に個人店を立ち上げる。デザイナーのオジー・クラークのための靴を作ったのがきっかけとなり、靴デザイン一筋となった。
大英帝国勲章受章者。英語・イタリア語・フランス語・スペイン語が堪能。

## 人気
ダイアナ妃やカイリー・ミノーグ、マドンナなどが履いたことで有名。テレビドラマシリーズ『セックス・アンド・ザ・シティにもしばしば登場した。主人公のキャリーがマノロ・ブラニクの靴の大ファンで、この高価な靴を大量に衝動買いして破産の危機に陥るエピソードもあった。

## 映画
2017年、イギリスで『マノロ・ブラニク トカゲに靴を作った少年』（原題:Manolo: The Boy Who Made Shoes for Lizards）というドキュメンタリー映画が製作公開され、2018年に日本でも公開された。
1994年公開の香港映画『恋する惑星』では、ブリジット・リン扮する金髪の女が、マノロ・ブラニクの白いオープントゥハイヒールを履いている。